# روس دونكان
روس دونكان (25 مارس 1944 - ) (بالإنجليزية: Ross Duncan)‏ هو لاعب كريكت أسترالي. شارك مع منتخب أستراليا الوطني للكريكت.

## وصلات خارجية
- روس دونكان على موقع إي آس بي آن كريك إنفو (الإنجليزية)